# Amata nigricauda
Amata nigricauda là một loài bướm đêm thuộc phân họ Arctiinae, họ Erebidae.